# Guns, Gore & Cannoli
『Guns, Gore & Cannoli』（ガンズ ゴア アンド カノーリ）は、ベルギーのインディーゲームスタジオCrazy Monkey Studiosが開発したアクションゲーム。Steam、Xbox One、PlayStation 4、Nintendo Switch向けに配信されている。
本稿では、続編の『Guns, Gore & Cannoli 2』についても記述する。

## 概要
本作は、禁酒法の施行下にあった1928年のアメリカに存在する架空の町「サグタウン」（Thugtown）を舞台としたギャングの主人公・ビニー（Vinnie）の物語で、突如街中に現れたゾンビの群れ、そして騒動の陰で暗躍するギャング団や政府軍との戦いが描かれる。作品内では全編にわたり手書きの2Dグラフィックが用いられ、それらが滑らかにアニメーションする。また、敵への攻撃時にはゴア（流血）描写や頭部が吹き飛ぶ描写が多用されている。
本作の美術全般を担当したClaeys Brothers ArtsのBenjamin Claeys、Matthias Claeys兄弟は大学時代、以前から数多くのマフィア映画を鑑賞してきた経験を生かし、2人のギャング、ビニーとPaulieがゾンビの群れと対峙する内容の短編アニメ映画『Hell Bent For Whiskey』を制作したところ、ベルギーの映画祭「Ghent International Film Festival 2004」にて「Best Flemish Student Short Film」賞を受賞した。この好評を受けて別の映画や漫画作品としてシリーズ展開する案を模索していたが、その後ゲームが持つ双方向性に多くの魅力を感じ、物語をゲーム的なものに修正したうえで本作の開発が行われることになった。

## システム
ゲーム画面はサイドビューで描かれており、ビニーの移動に合わせて横スクロールする。複数のステージを連続で進んでいく構成で、道中ではボス戦も行われる。ステージ内にはチェックポイントがあり、体力ゲージが尽きてミスとなった場合にはそこから再開する。なお、ゲームプレイ中には説明されないがステージは複数のチャプターに分かれており、タイトル画面から一度プレイしたチャプターを選択するとその冒頭から開始できる。
攻撃用の主要武器として様々な種類の銃や火炎放射器などが道中で手に入り、使用時に任意で切り替えることができる。初期装備の銃以外には使用回数に制限がある。敵の頭部を射撃する「ヘッドショット」が決まると与ダメージが倍増する。このほか、手榴弾や火炎瓶といった投擲武器や、ダメージは与えられないが敵をキックして間合いを離すアクションもある。
本作では最大4人までのオフライン同時プレイに対応している。通常ステージでの協力プレイのほか、固定画面の専用ステージで様々なルールを設定して対戦することもできる。

## Guns, Gore & Cannoli 2
『Guns, Gore & Cannoli 2』（ガンズ ゴア アンド カノーリ ツー）は、前作『Guns, Gore & Cannoli』の続編として、Steam、Nintendo Switch、PlayStation 4、Xbox One向けに発売された。
本作は1944年の時代が舞台となる。自らの命が執拗に狙われ続ける事態の背後にドイツ国防軍の影響があると知ったビニーは、知人が操縦する戦闘機・B-17に乗り込み、ノルマンディー上陸作戦がまさに始まろうとしていたフランスの地へ降り立つ。
前作では攻撃できる方向が水平方向のみだったが、本作では照準の向きを360度自由に動かすことができる。一方、前作で使用できた投擲武器の手榴弾と火炎瓶は本作では登場しない。そのほか、本作からの新規アクションとして、空中でもう一度ジャンプする2段ジャンプ、武器を構えたままの後退、かがみながらの前進・後退、素早く移動する前転・後転が追加された。
前作同様に最大4人による協力プレイに対応しているが、本作ではインターネットを介してプレイヤーを募集したり他のプレイヤーが行うゲームに参加したりすることができる。一方で、前作にあった対戦モードは搭載されていない。

## 受賞
Guns, Gore & Cannoli
- Indie Prize Showcase at Casual Connect, Amsterdam, 2015 「Best PC Game」[29]
- Datch Game Awards 2015 「Best Art Direction」[30]